# Xhermëhalla-Komplex

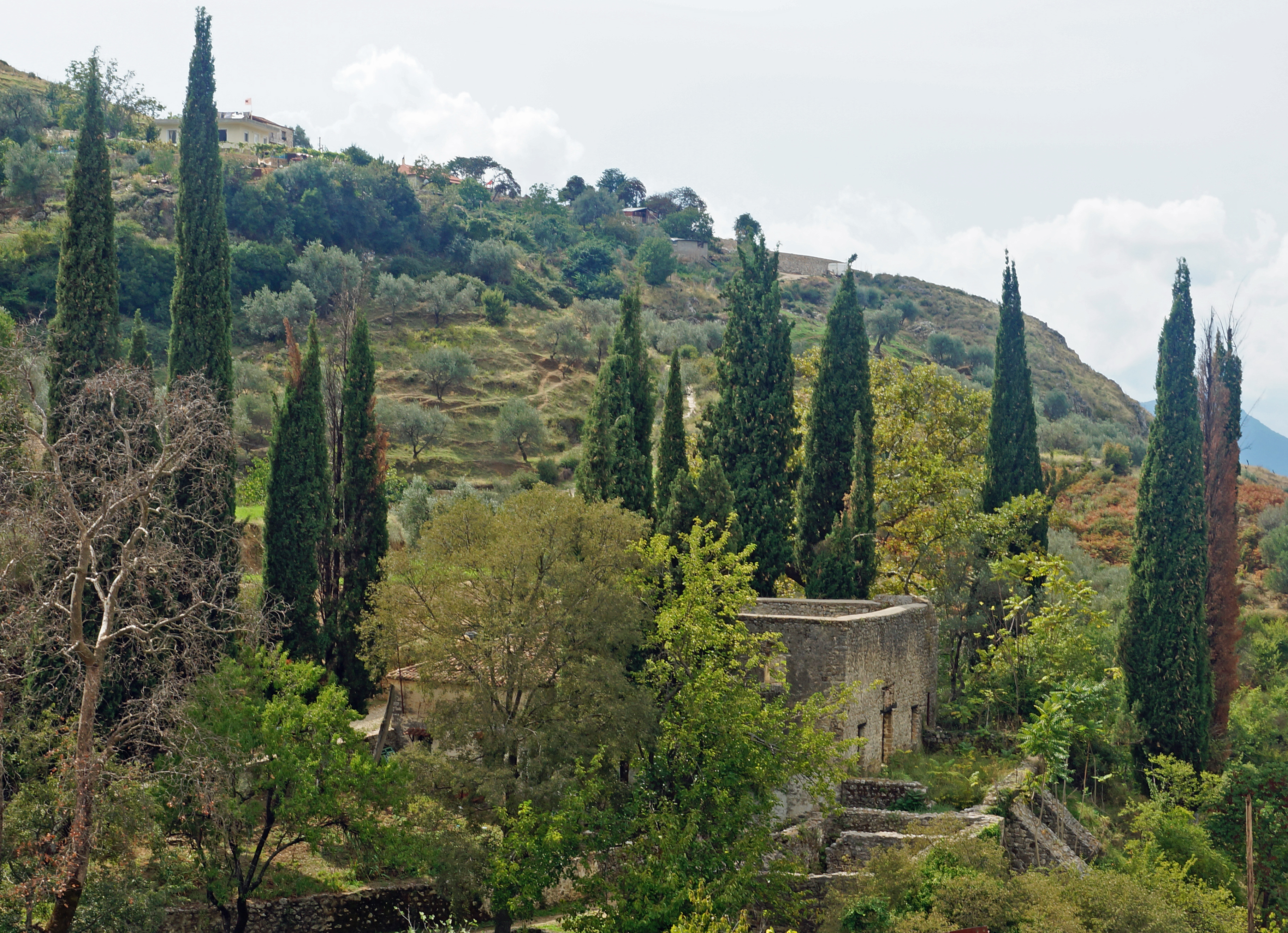
Reste der Moschee von Nordosten gesehen

Der Xhermëhalla-Komplex (albanisch Kompleksi i Xhermëhallës) ist ein verfallener religiöser Baukomplex respektive ehemalige Mahalla in Delvina im Süden Albaniens. Er liegt im gleichnamigen Viertel einige Hundert Meter südwestlich der Stadt und bestand aus einer Moschee, einer Medrese, Türben, einer Quelle und einem Hamam (türkisches Bad). In der Nähe der Burg gelegen, diente die Moschee der Janitscharen-Garnison als Gebetsort.
Als Entstehungszeit der Moschee wird das Jahr 1682 angegeben. Es wird angenommen, dass neben Moschee und Bad auch eine Bäckerei angelegt worden ist – diese drei Elemente waren wiederholt die ersten Elemente einer osmanischen Stadtplanung. Damals gab es in der Nähe wohl auch einen Basar. Es dürfte sich beim Komplex um ein Sufi-Kloster gehandelt haben, vielleicht von den Halveti.

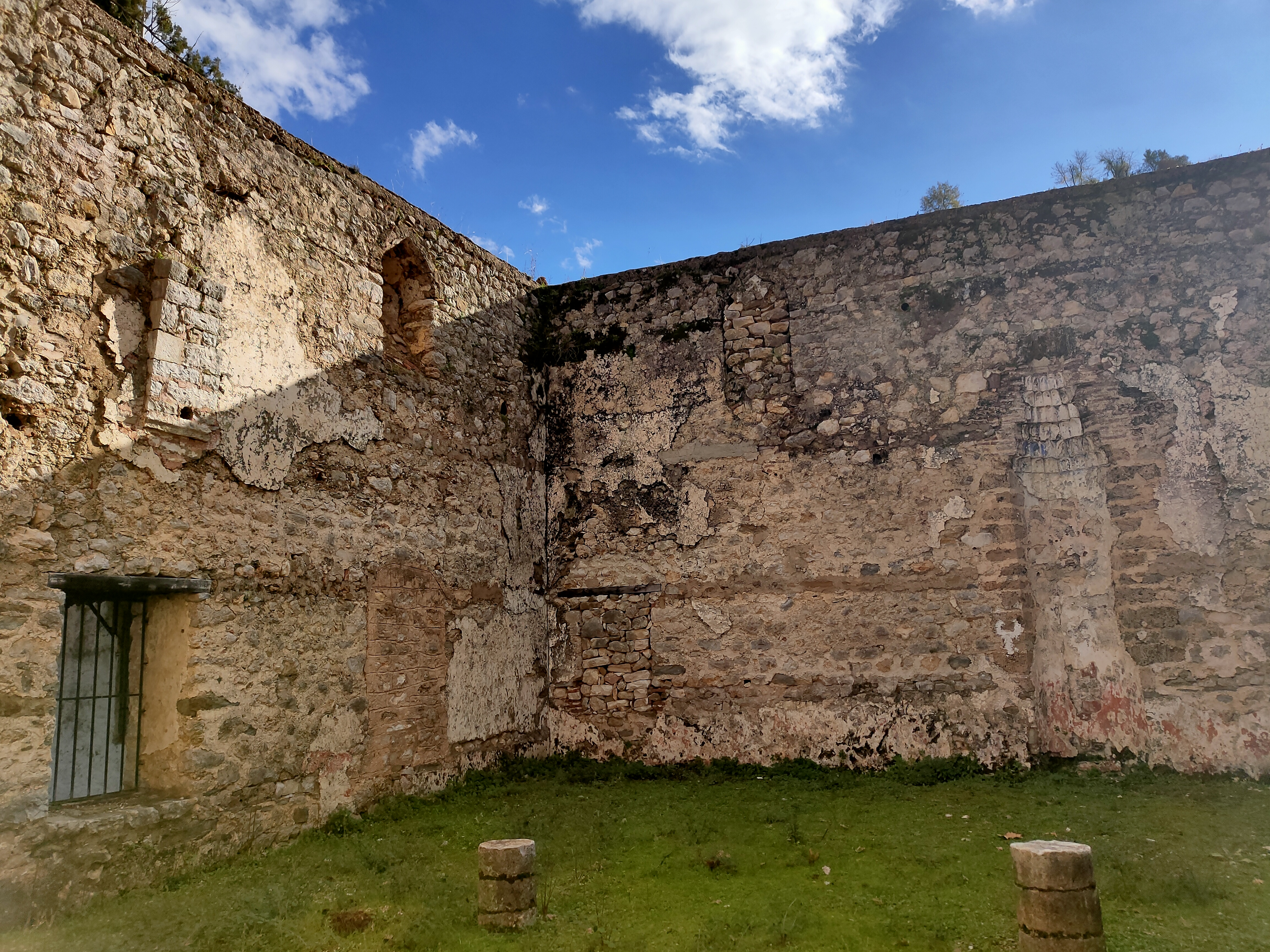
Inneres der Moschee

Die Moschee, ein Mescit mit Gebetsnische, hat einen quadratischen Grundriss. Vom Minarett sind noch Grundmauern erhalten. Ursprünglich war die Moschee von einem Vordach aus Holz umgeben. Unter dem Gebetsraum befanden sich Empfangsräume. Einzelne verzierende Mauersteine eines nahen Brunnens stammen von einer byzantinischen Kirche. Drei von ursprünglich fünf sechseckigen Türben des Gebäudekomplexes sind noch erhalten. Der alleinstehende Hammām ist ebenfalls quadratisch und weist die typische Aufteilung in vier Räume auf. Das Dach verfügt über vier sechseckige Kuppeln. Beim Eingang der Burg sind noch die Reste einer Königsmoschee erhalten.
Das Gebäudeensemble wurde von den Kommunisten zum Kulturdenkmal erklärt, aber nicht geschützt oder unterhalten. Vermutlich in den 1970er Jahren ist das Dach eingefallen, wodurch die Verzierungen der Wänder der Witterung ausgesetzt wurden. Das Kulturdenkmal ist kaum bekannt – die Gemeinde hofft aber, dass in Zukunft mehr Touristen herkommen werden. Im Jahr 2009 wurden erstmals Restaurierungsarbeiten durchgeführt. Die Gebäudereste waren aber stark gefährdet und meist von wilder, dichter Vegetation umgeben.